# 尽责性
盡責或盡責性（英語：Conscientiousness），是指帶有細心或勤奮特徵的人格特質。盡責性意味著希望做好一項任務，並認真對待對向他人許諾的義務。有責任心的人往往更有效率和有條理，而不是隨和和無序。他們表現出自律、盡職盡責和追求成就的傾向；他們表現出有計劃的而不是自發的行為；他們通常是可靠的。表現在整潔、系統等特徵行為上；還包括細心、徹底和深思熟慮（在行動前仔細考慮的傾向）等要素。
盡責性是五因素模型和 HEXACO 人格模型（英語：HEXACO model of personality structure）的五個特徵之一，也是傳統上被稱為具有道德品格（英語：Moral character）的一個方面。有責任心的人通常工作勤奮、可靠。如果走極端，他們也可能是“工作狂”、完美主義者，並且在行為上具有強迫性。 責任心得分低的人往往很懶散，目標導向性較低，也不太受成功的驅使；他們也更有可能從事反社會和犯罪行為。但高盡責性的人更可能幹下經過縝密計畫的白領犯罪，也更可能接受惡意權威的指揮做出傷害人的行為。

## 人格模型
尽责性是人格“大五模型”中的五种主要特质之一，另外四种是外向性、情绪不稳定性、经验开放性和亲和性。评估这些特质的两种人格测验是科斯塔和麦克雷的“大五人格特质测定量表”（NEO PI-R） 和戈德堡的NEO-IPIP量表。按照这些模型，尽责性被认为是一个连续的人格维度，而不是一个绝对的人格“类型”。尽责性的分数呈正态分布。
尽责性与控制冲动有关，但是不应与情绪不稳定性中的控制冲动问题混为一谈。情绪不稳定性高的人的冲动表现为难以抗拒诱惑或延迟满足。尽责性低的人表现为自律性低，无法激励自己去执行将要完成的任务。它们虽然在在概念上很相似，但是在经验中是不同的。
尽责性的特质与其他人格模型重叠，例如在C. Robert Cloninger的气质与性格量表中，被称为“自我导向”（self-directedness）。在雷蒙德·卡特尔的16种人格因素模型中，它还包括“规则意识”和“完美主义”的具体特质。许多与尽责性相关的行为在广义上属于情商的范畴。与尽责性相关的特质，经常被各公司用于对未来的员工进行的自陈式测试。

## 行为
尽责性特质得分高的人往往是更有条理，在自己家中和办公室都不凌乱。例如，他们的书籍往往是按照字母顺序整齐地放置，或按主题分类，而不是散落在房间里。他们的衣服通常折叠好放置在抽屉或衣橱，而不是放在地板上。计划和任务列表也是尽责性的迹象。他们的家通常也比尽责性特质得分低的人更为明亮。
尽责性与学生的学业成就相关。尽责性水平低与延宕行为密切相关。大量的研究表明，尽责性是在工作场所表现的最好的指标之一。事实上，除了一般心理能力之外，五因素模型中的其他四项并不能带来事业成功。
尽责的员工通常更为可靠，更主动，工作更勤奋。因此，尽责性是唯一与所有的工作类别都相关的人格特质。当然，亲和性和情绪不稳定性也很重要，特别是对于涉及大量社会交往的工作。
虽然尽责性被普遍认为是一个正面的特质，但是最近的研究表明，在某些情况下，它可能是有害的。一项对9570人进行的历时四年多的研究表明，尽责性高的人一旦成为失业者，所遭受的痛苦将超过尽责性低的人两倍多。作者认为这可能是由于尽责的人对于他们为什么会失业有不同的归因，或者在经历失败后有更强烈的反应。这一发现与下列观点相一致：没有一种特质在本质上是正面的或负面的，而是要依赖于情形以及随之而来的目标和动机，该特质会产生不同的后果。
盡責性低的人，更可能出現失業或無家可歸的狀況；盡責性和親和性兩者皆低的人，更可能出現吸毒或酗酒等物質濫用的行為；此外，低盡責性的人更難儲蓄，也更可能受掠奪式放款所害。盡責性也和犯罪傾向有關，一般而言，盡責性較低的人，更可能出現反社會行為、犯下藍領犯罪或激情犯罪；但另一方面，研究指出，盡責性越高的人，越可能犯下經過縝密計畫的白領經濟犯罪；此外，在一個米爾格倫實驗中，高親和性和盡責性的人，在接受惡意權威的指揮下，更願意對受害者施加高電壓，而這是因為高盡責或高親和的人更難抵抗權威所致。

## 地理
尽责性的平均水平在美国各州不一。居住在美国中部，包括堪萨斯州、内布拉斯加州、俄克拉荷马州和密苏里州的居民，尽责性得分高于美国其他地区。美国西南部各州，如新墨西哥州、犹他州和亚利桑那州，尽责性得分也相对较高。在东部各州中，佛罗里达州是唯一进入这个人格特质前十名的一个州。尽责性平均得分最低的四个州，按照降序排列分别是：罗德岛州、夏威夷州、缅因州和阿拉斯加州。